# 阿堡
阿堡（冰島語發音：[ˈaurˌpɔrk]）是冰岛南部区的市镇。市镇面积为158平方公里，人口数量为11,239人（2023年）。该市镇成立于1998年，为冰岛南部最大的市镇。最大城镇为塞尔福斯，另外两个较大的城镇为埃拉巴基和埃拉巴基。

## 友好城市
阿堡与下列城市结为友城：
- 挪威阿伦达尔
- 瑞典卡尔马
- 芬兰萨翁林纳